# Kyrkhult

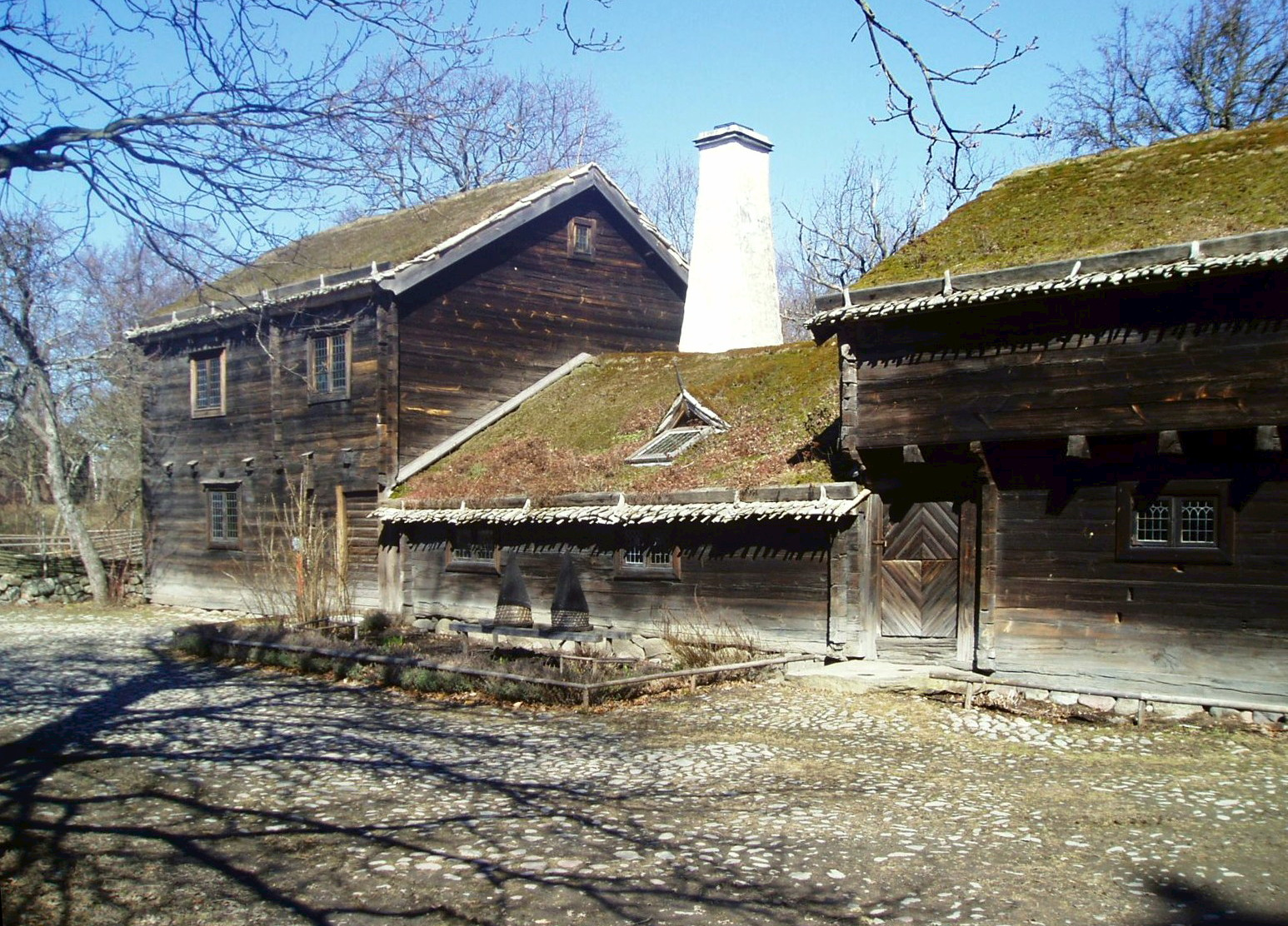
Högloftsstugan Kyrkhultsstugan som idag finns på Skansen.

Kyrkhult är en tätort i Olofströms kommun, kyrkby i Kyrkhults socken i Blekinge län.

## Historia
Kyrkhult var en del av Skåne fram till år 1639. Kyrkhult var fram till 1967 centralort i Kyrkhults landskommun.
Kyrkhult har en historia som brunnsort med det fina brunnshotellet Tulseboda. Byggnaderna finns idag kvar men används numera som cirkusskola, med mera. Trä- och sågverksindustri har genom åren präglat samhället.
Kyrkhults socken bildades 1865 genom att norra delen av Jämshögs socken bröt sig ur och bildade en egen socken med en egen kyrka. Kyrkhults by blev huvudorten i socknen och platsen för kyrkan.

### Befolkningsutveckling
| Befolkningsutvecklingen i Kyrkhult 1960–2020                                             | Befolkningsutvecklingen i Kyrkhult 1960–2020 | Befolkningsutvecklingen i Kyrkhult 1960–2020 | Befolkningsutvecklingen i Kyrkhult 1960–2020 | Befolkningsutvecklingen i Kyrkhult 1960–2020 |
| ---------------------------------------------------------------------------------------- | -------------------------------------------- | -------------------------------------------- | -------------------------------------------- | -------------------------------------------- |
|                                                                                          |                                              |                                              |                                              |                                              |
| År                                                                                       |                                              |                                              | Folkmängd                                    | Areal (ha)                                   |
| 1960                                                                                     | 1960                                         |                                              | 613                                          |                                              |
| 1965                                                                                     | 1965                                         |                                              | 694                                          |                                              |
| 1970                                                                                     | 1970                                         |                                              | 815                                          |                                              |
| 1975                                                                                     | 1975                                         |                                              | 951                                          |                                              |
| 1980                                                                                     | 1980                                         |                                              | 1 093                                        |                                              |
| 1990                                                                                     | 1990                                         |                                              | 1 118                                        | 117                                          |
| 1995                                                                                     | 1995                                         |                                              | 1 112                                        | 117                                          |
| 2000                                                                                     | 2000                                         |                                              | 1 043                                        | 117                                          |
| 2005                                                                                     | 2005                                         |                                              | 999                                          | 117                                          |
| 2010                                                                                     | 2010                                         |                                              | 937                                          | 117                                          |
| 2015                                                                                     | 2015                                         |                                              | 980                                          | 166                                          |
| 2016                                                                                     | 2016                                         |                                              | 1 007                                        | 166##                                        |
| 2017                                                                                     | 2017                                         |                                              | 973                                          | 166##                                        |
| 2018                                                                                     | 2018                                         |                                              | 952                                          | 166                                          |
| 2020                                                                                     | 2020                                         |                                              | 953                                          | 165                                          |
| ## Arean 31 december 2016, 2017 och 2018 fortsatt samma som avgränsades som tätort 2015. |                                              |                                              |                                              |                                              |